# АСНИ
АСНИ — автоматизированная система научных исследований (реже используются термины САНИ — система автоматизации научных исследований и САЭ  — система автоматизации эксперимента) — это программно-аппаратный комплекс на базе средств вычислительной техники, предназначенный для проведения научных исследований или комплексных испытаний образцов новой техники на основе получения и использования моделей исследуемых объектов, явлений и процессов.
Области науки и техники, в которых применение АСНИ наиболее эффективно:
- ядерная физика (сбор и обработка экспериментальных данных, получаемых на реакторах, ускорителях и установках термоядерного синтеза);
- физика плазмы и физика твердого тела;
- радиофизика и электроника;
- астрономия и радиоастрономия;
- космические исследования (обработка информации, получаемой с искусственных спутников);
- геология и геофизика (разведка полезных ископаемых);
- исследования Мирового океана, экологические исследования, прогнозирование погоды и стихийных бедствий;
- биология и медицина (исследования в области молекулярной биологии, микробиологического синтеза, диагностики заболеваний);
- химическая технология (моделирование технологических процессов, получение материалов с заданными свойствами);
- исследования сложных технологических процессов в промышленности;
- исследования и разработки в области энергетики (электростанции, сети электропередачи, энергетические системы);
- исследования и разработки в области транспортных коммуникаций, сетей связи и сетей вычислительных машин;
- натурные и стендовые испытания сложных технических объектов (летательных аппаратов, транспортных устройств, машин, сооружений);
- экономика, социальные исследования, право и языкознание.

Границы АСНИ определить трудно, нередко в её рамках решаются частные задачи, присущие другим разновидностям автоматизированных систем: АСУ ТП, САПР, ГИС, САЕ и др. В любом случае, основной задачей АСНИ является получение новых знаний об исследуемом процессе, объекте или явлении.

## Примеры
- EPICS (от англ.  experimental physics and industrial control system) — система управления для экспериментальной физики и промышленности, разработка Аргоннской национальной лаборатории, США.
- TANGO (от англ.  taco next generation objects) — свободная распределённая система управления экспериментальными установками, разрабатываемая европейским сообществом операторов синхротронов.